# New England Patriots 1995
La stagione 1995 dei New England Patriots è stata la 26ª della franchigia nella National Football League, la 36ª complessiva e la terza con Bill Parcells come capo-allenatore. L'annata terminò con un bilancio di sei vittorie e dieci sconfitte, al quarto posto della propria division. La squadra scelse Curtis Martin nel Draft NFL 1995, che divenne il suo miglior running back da decenni, venendo premiato come miglior rookie offensivo. Il quarterback Drew Bledsoe lottò contro gli infortuni per tutta la stagione e i Patriots ebbero sempre un rendimento incostante.

## Calendario
| Turno | Data               | Avversario             | Risultato          | Pubblico           |
| ----- | ------------------ | ---------------------- | ------------------ | ------------------ |
| 1     | 3/9/1995           | Cleveland Browns       | V 17–14            | 60,126             |
| 2     | 10/9/1995          | Miami Dolphins         | S 20–3             | 60,239             |
| 3     | 17/9/1995          | at San Francisco 49ers | S 28–3             | 66,179             |
| 4     | Settimana di pausa | Settimana di pausa     | Settimana di pausa | Settimana di pausa |
| 5     | 1/10/1995          | at Atlanta Falcons     | S 30–17            | 47,114             |
| 6     | 8/10/1995          | Denver Broncos         | S 37–3             | 60,074             |
| 7     | 15/10/1995         | at Kansas City Chiefs  | S 31–26            | 77,992             |
| 8     | 23/10/1995         | Buffalo Bills          | V 27–14            | 60,203             |
| 9     | 29/10/1995         | Carolina Panthers      | S 20–17            | 60,064             |
| 10    | 5/11/1995          | at New York Jets       | V 20–7             | 61,462             |
| 11    | 12/11/1995         | at Miami Dolphins      | V 34–17            | 70,399             |
| 12    | 19/11/1995         | Indianapolis Colts     | S 24–10            | 59,544             |
| 13    | 26/11/1995         | at Buffalo Bills       | V 35–25            | 69,384             |
| 14    | 3/12/1995          | New Orleans Saints     | S 31–17            | 59,876             |
| 15    | 10/12/1995         | New York Jets          | V 31–28            | 46,617             |
| 16    | 16/12/1995         | at Pittsburgh Steelers | S 41–27            | 57,158             |
| 17    | 23/12/1995         | at Indianapolis Colts  | S 10–7             | 54,685             |

## Classifiche
| AFC East               | AFC East | AFC East | AFC East | AFC East | AFC East | AFC East | AFC East |
|                        | V        | S        | P        | %        | PF       | PS       | Str.     |
| ---------------------- | -------- | -------- | -------- | -------- | -------- | -------- | -------- |
| (3) Buffalo Bills      | 10       | 6        | 0        | .625     | 350      | 335      | S1       |
| (5) Indianapolis Colts | 9        | 7        | 0        | .563     | 331      | 316      | V1       |
| (6) Miami Dolphins     | 9        | 7        | 0        | .563     | 398      | 332      | V1       |
| New England Patriots   | 6        | 10       | 0        | .375     | 294      | 377      | S2       |
| New York Jets          | 3        | 13       | 0        | .188     | 233      | 384      | S4       |

## Premi
- Curtis Martin:

rookie offensivo dell'anno